# Christian Recalcati
Christian Recalcati (Monza, 8 luglio 1971) è un telecronista sportivo e opinionista italiano.

## Carriera
Ha iniziato la sua carriera nella televisione italiana nel 2001, quando è stato l'autore dei testi per Dan Peterson per la conduzione dell'edizione di WWE Velocity per l'Italia. Ha continuato ad occuparsi di wrestling online fin da quando faceva parte dello staff del sito tuttowrestling.com.
Nel 2002 ha condotto la trasmissione CZW Wrestling World per le emittenti Supersix e Italia 9 Network.
Nel 2003 ha affiancato prima Dan Peterson e poi Giacomo Valenti nel commento di WWE SmackDown su Italia 1.
Ha svolto questo incarico fino al 2007, quando lo show è stato tolto dal palinsesto Mediaset. Durante questi anni è la voce ufficiale WWE per la Giochi Preziosi e direttore delle riviste WWE Smackdown magazine e WWE Raw magazine.
Nel 2004 è stato l'assistente di Carlo Nesti per le telecronache di Euro 2004.
Nel 2005 e nel 2006 ha commentato Monster Jam, sempre su Italia 1 e in coppia con Giacomo Valenti. Dal 2006 segue l'Inter, prima per Telenova poi diventa opinionista della fazione interista su Telelombardia. Passa a Odeon, dove è ospite della trasmissione diretta da Fulvio Collovati, Campionato dei Campioni, dove rimane per due anni, prima di fare ritorno a Telelombardia e Antenna 3.
Dal 2007 commenta le partite dell'Inter sui canali calcistici di Mediaset Premium. Nello stesso anno fonda il sito web FcInter1908.it, di cui è stato direttore sino a febbraio 2011.
Nel 2010 partecipa come opinionista al posto di Umberto Pelizzari nella trasmissione Lo show dei record commentando da prima un tentativo di record inerente al mondo del wrestling, per poi condurre al fianco di Paola Perego il programma in onda il sabato in prima serata su Canale 5.
Dal settembre 2010 diventa caporedattore di Inter TV, il canale che dà voce ai tifosi dell'Inter sul digitale terrestre e in streaming on line dal proprio sito. Nel novembre 2010 abbandona però il progetto, a soli due mesi dalla sua nascita. Lo stesso anno è autore del libro edito dalla Limina Edizioni, Triplete nerazzurro - Tutto il resto è noia. Si tratta del quarto libro scritto dal giornalista.
Nel luglio 2011 viene scelto come commentatore di WWE RAW assieme a Giacomo Valenti sul canale Italia 2 di Mediaset.
Fondatore del portale sportivo sul campionato di Serie A Tuttocampionato.it, di cui è direttore fino alla chiusura avvenuta a febbraio 2013, quando decide con un gruppo di amici di dedicarsi alla sua squadra del cuore, con il sito Magazineinter.it, ancora online, ma non più diretto da lui.
Dal settembre 2013 continua il commento di WWE Raw e più volte ospite nella trasmissione "11" condotta da Pierluigi Pardo, in onda su Italia 2 e in replica su Italia 1. Dal maggio 2014 viene scelto come commentatore di TNA Impact! e Super Fight League sul canale televisivo Nuvolari. Nell'estate del 2014 conduce su Fox Sports 2, con Luca Franchini, il programma Darts, successivamente per la stessa emittente, in compagnia dell'ex ciclista Marco Velo, è la voce che ci racconta Tour of Utah 2014. 
Anche per la stagione 2015-2016 continua le telecronache "faziose" sui canali di Mediaset Premium, per la settima stagione consecutiva. Nell'estate dello stesso anno, entra a far parte del team di Sportitalia, per la trasmissione diretta da Michele Criscitiello Calciomercato Live. Successivamente sigla un contratto con Telereporter in qualità di ospite nel programma Reporter Stadium. Nel 2018 termina il suo contratto con Mediaset e poco dopo apre con Matteo Canovi un'agenzia di consulenza sportiva.

## Programmi TV
- WWE Velocity (2002-2003) commentatore, con Dan Peterson su Italia 1.
- CZW Wrestling (2003), conduttore su Supersix.
- WWE SmackDown versione international (2003-2007) commentatore, con Dan Peterson e Ciccio Valenti su Italia 1.
- Monster Jam (2005/2006) commentatore, con Ciccio Valenti su Italia 1.
- Campione dei campioni (2006/2007) opinionista su Odeon TV.
- Lo show dei record (2010) co-conduttore su Canale 5.
- WWE Raw versione international (2011-2013) commentatore, con Ciccio Valenti su Italia 2.
- Undici (2013) opinionista su Italia 2.
- TNA Impact! (2014), commentatore con Daniele de Micco e Alessio Di Nicolantonio su Nuvolari.